# Ashby cum Fenby
Ashby cum Fenby est une paroisse civile et un village du Lincolnshire, en Angleterre.